# 12 Aquilae
Ne doit pas être confondu avec ι (Iota) Aquilae, ni avec l Aquilae.
i Aquilae
Désignations
12 Aquilae (12 Aql), également appelée par sa désignation de Bayer i Aquilae, est une étoile de quatrième magnitude dans la constellation de l'Aigle. 
12 Aquilae varie dans sa magnitude et dans son type spectral. Sa magnitude apparente est 4,02, et se situe à environ 150 années-lumière de la Terre.